# Железнодорожная (станция)
Железнодоро́жная (до 1939 года Обира́ловка) — железнодорожная станция Горьковского направления Московской железной дороги и конечная станция линии МЦД-4 (Калужско-Нижегородского диаметра), расположенная в микрорайоне Железнодорожный городского округа Балашиха Московской области.

## История

### До революции. Обираловка
Станция была построена в 1861 году. Первоначально ветка была однопутной, а станция — конечной, поэтому за станцией имелся поворотный круг. В 1866 году Обираловка имела 584,5 сажени запасных и разъездных путей, 4 стрелки, одно пассажирское и одно жилое здание. Среднее число пассажиров составляло за 1866 год 9207 человек (около 25 человек в день) и 18295 человек за 1886 год.
Внутри деревянного вокзального здания станции располагались служебные помещения, телеграф, товарная и пассажирская кассы, небольшой зал 1-го и 2-го класса и общий зал ожидания с двумя выходами на платформу и привокзальную площадь, и место стоянки извозчиков.

### После революции. Из Обираловки в Железнодорожную
После революции путевое хозяйство было быстро восстановлено. В 1933 году состоялся пуск первого электропоезда до Москвы, а в 1939 году, после ходатайства жителей посёлка, станция была переименована из «Обираловки» в «Железнодорожную».
В 1985 году на месте старого деревянного вокзала, простоявшего почти 120 лет, было возведено новое каменное здание.

### Современная история
В 2008 году была построена новая платформа для экспрессов, пешеходный мост был доведён до северной стороны путей, а 3 августа 2008 года были запущены экспрессы «Спутник» по маршруту Курский вокзал — Железнодорожная.

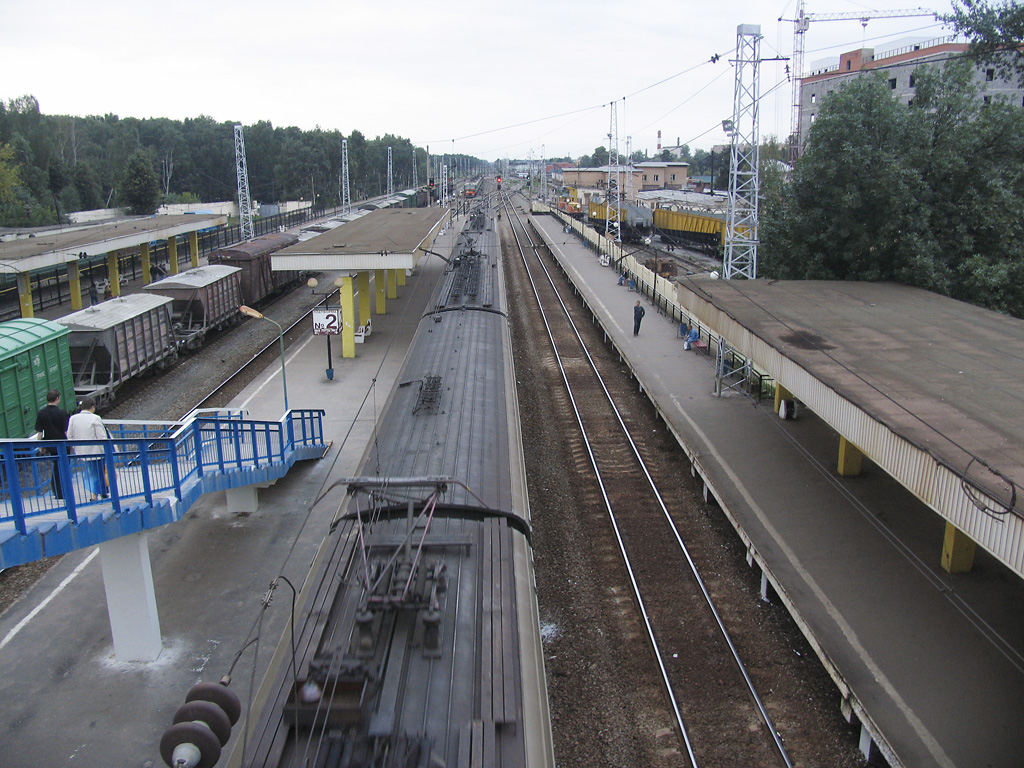
Вид на платформы №1 (боковая) и 2 (островная) в сторону от Москвы, 2006 г.
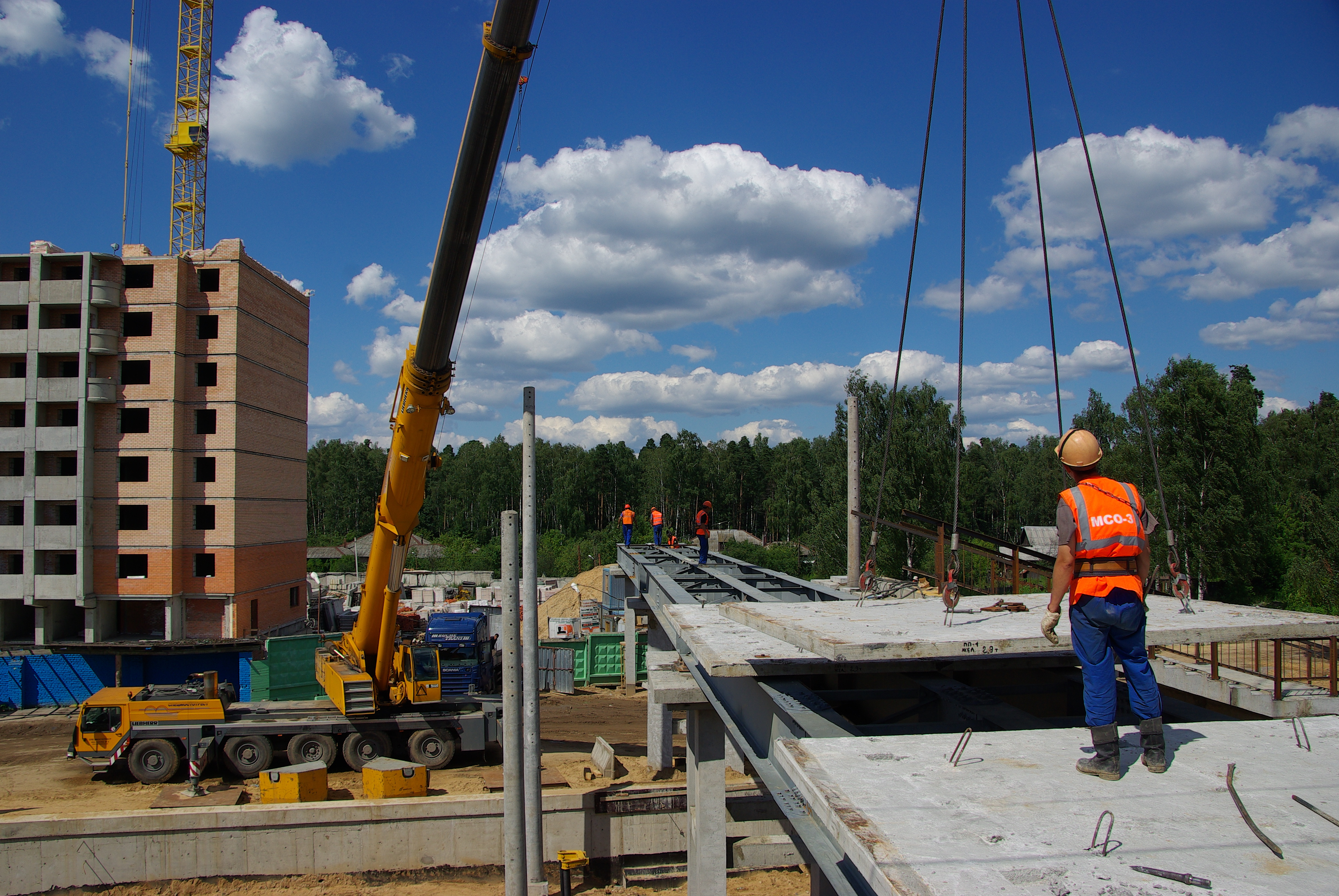
Продление моста через пути, 2008 г.
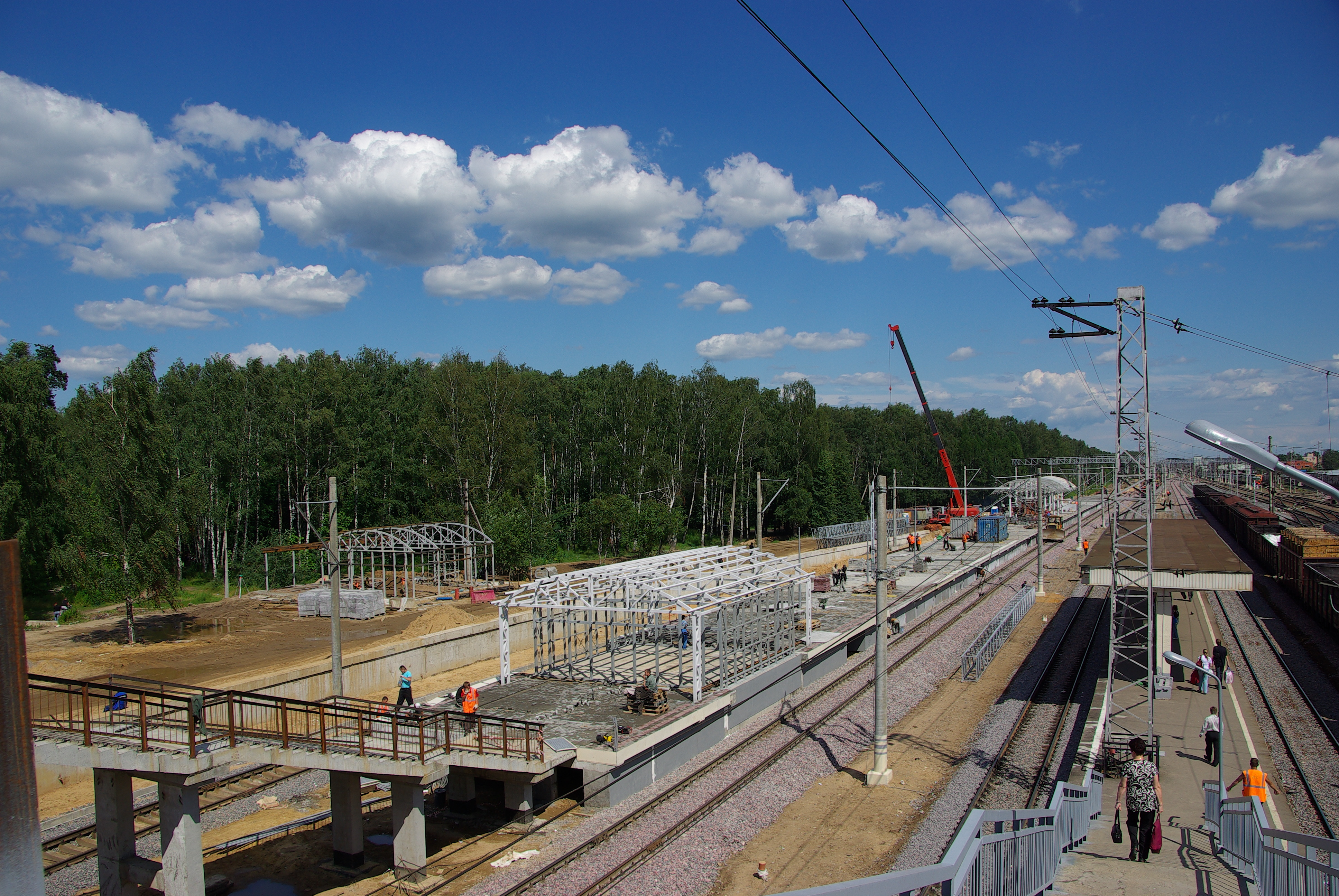
Строительство четвёртой платформы (для экспрессов), 2008 г.
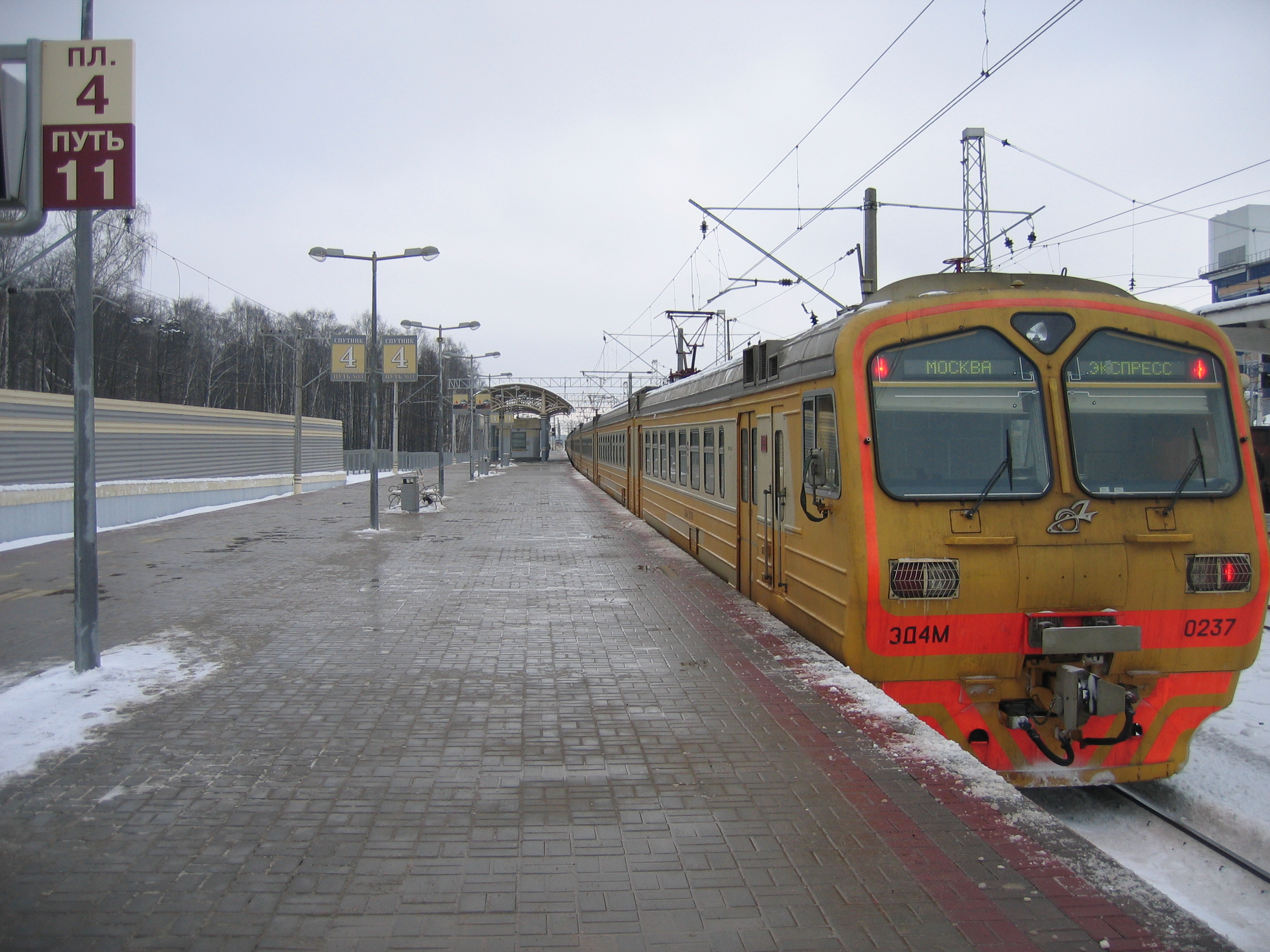
Экспресс «Спутник» около четвёртой платформы, 2009 г.

Летом 2010 года, в результате ремонта путей Горьковского направления и, как следствие, отмен и увеличения интервалов движения пригородных электропоездов, на станции стали скапливаться толпы народу, а электрички отправлялись переполненными. Из-за нехватки места в вагонах некоторым пассажирам со станции приходилось размещаться снаружи поездов: на хвостовых кабинах, между вагонами и на крышах электропоезда.

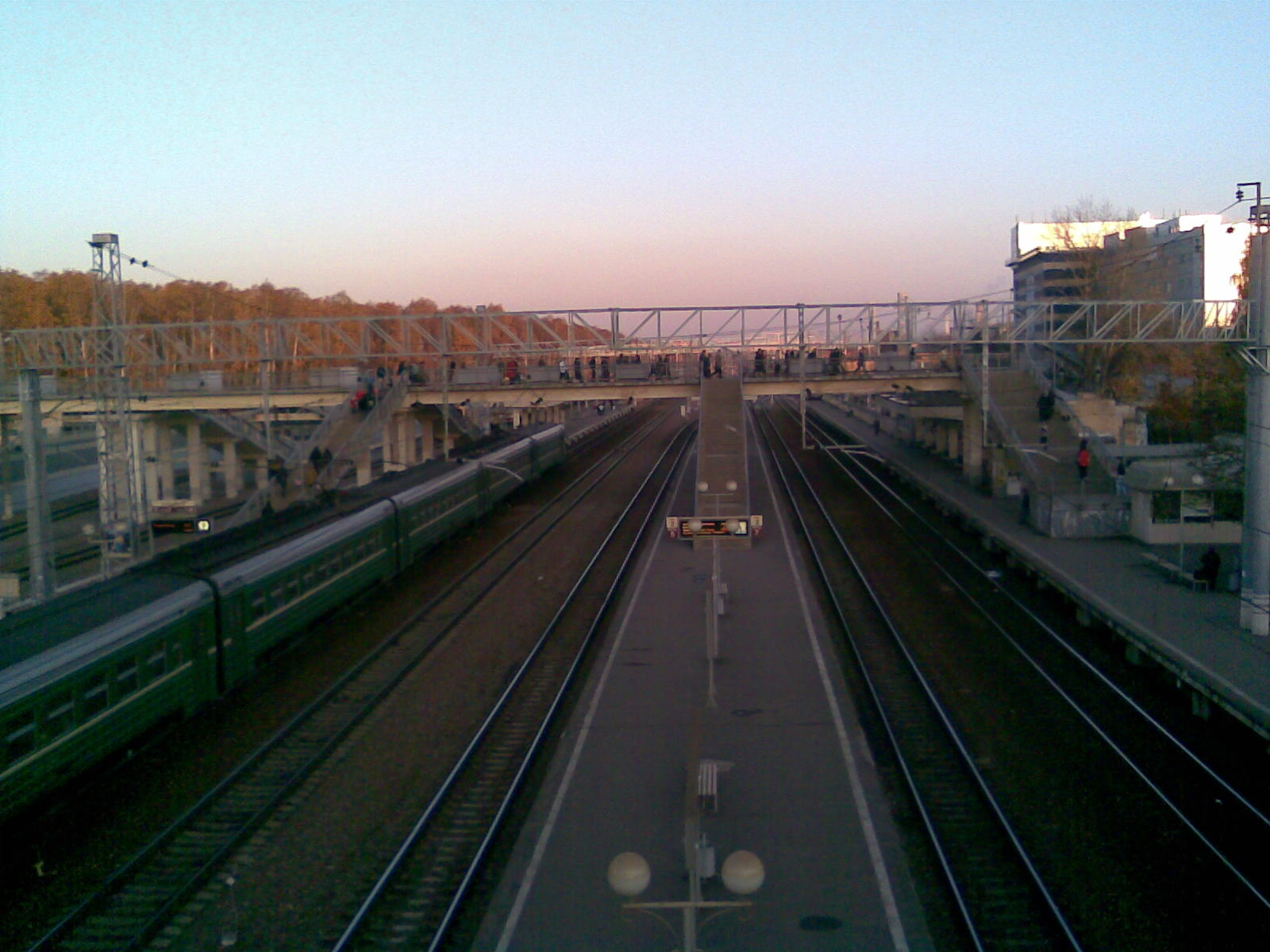
Вид на снесённые в 2022 году платформы 1 и 2, 2009 г.
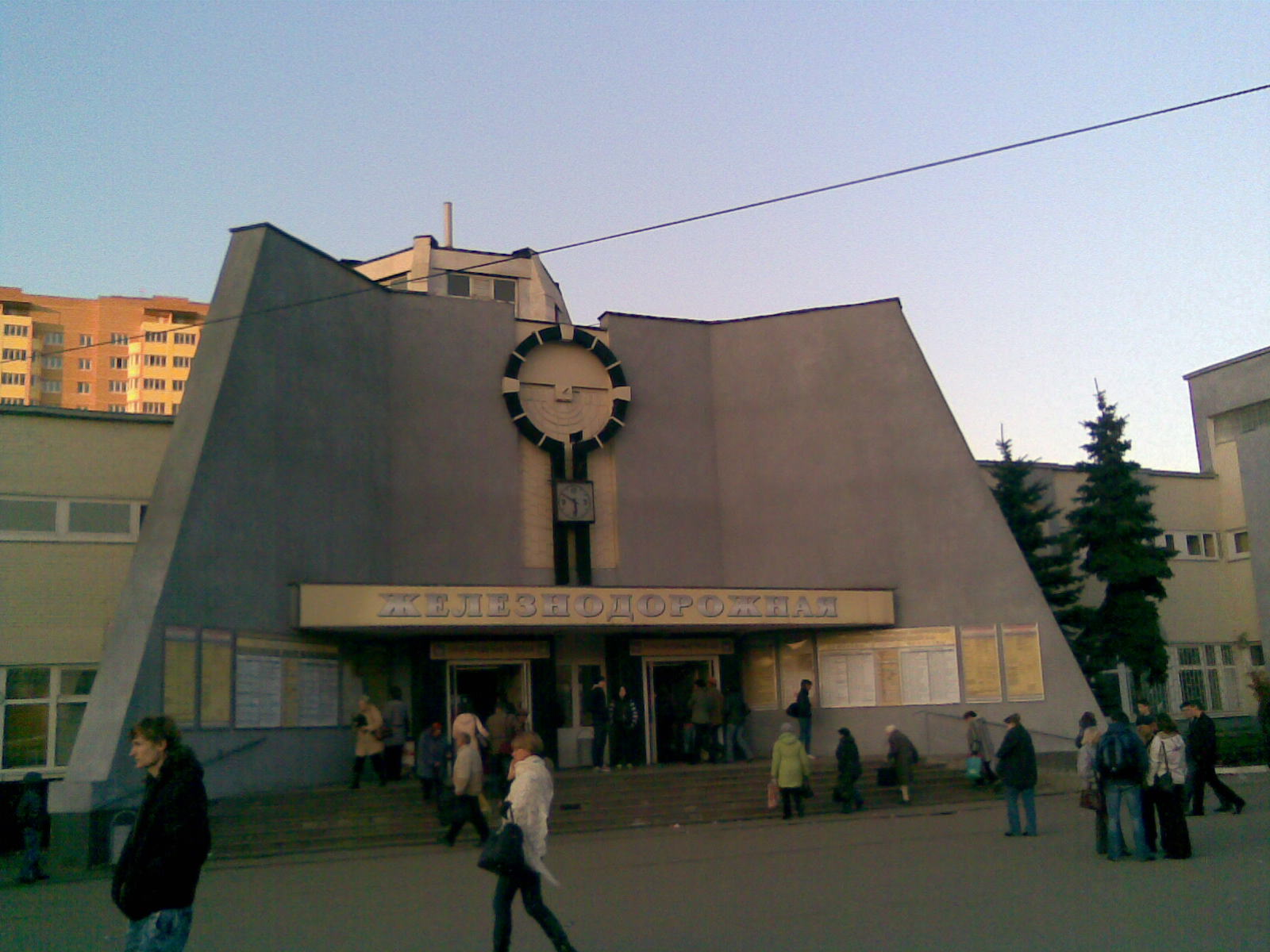
Вид на вокзал (до реконструкции) со стороны города, 2009 г.
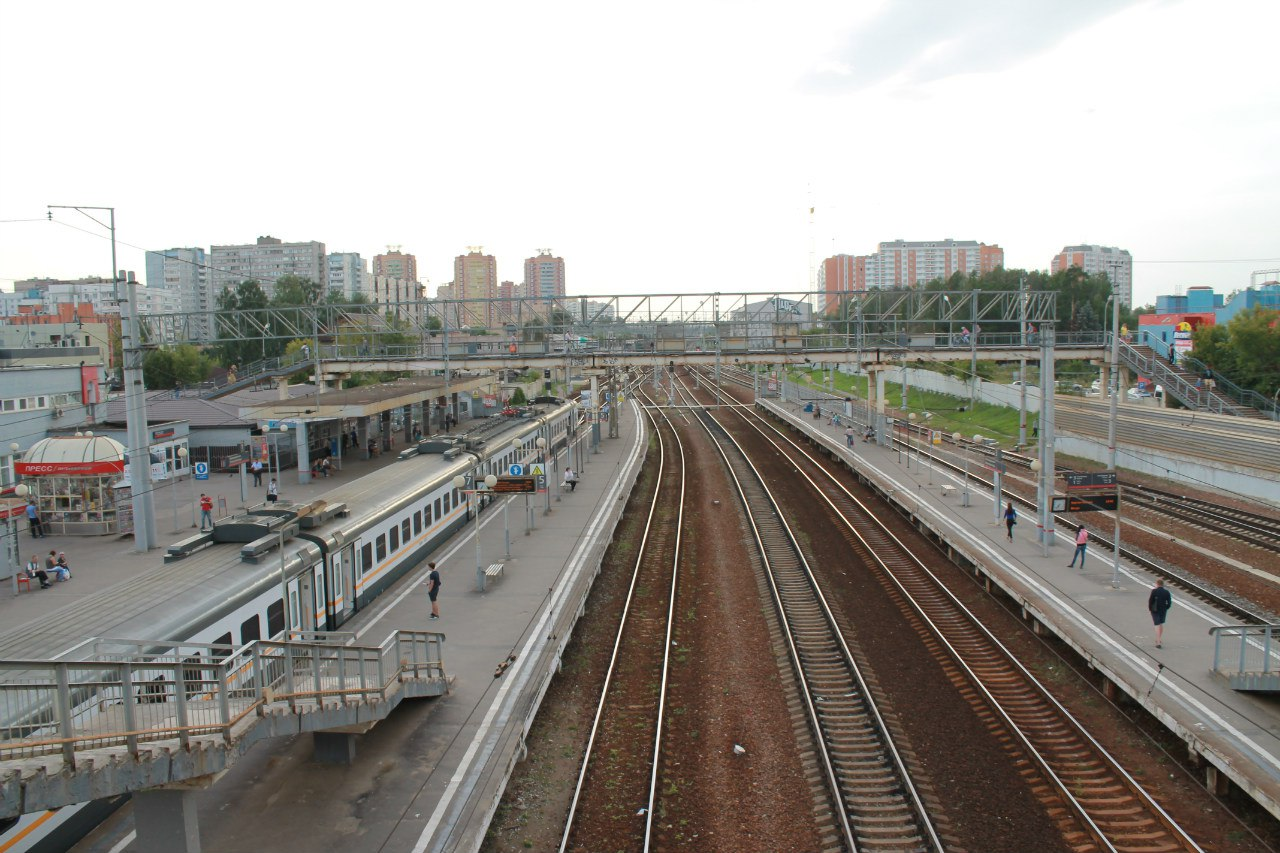
Вид в сторону Москвы на платформы, 2015 г.
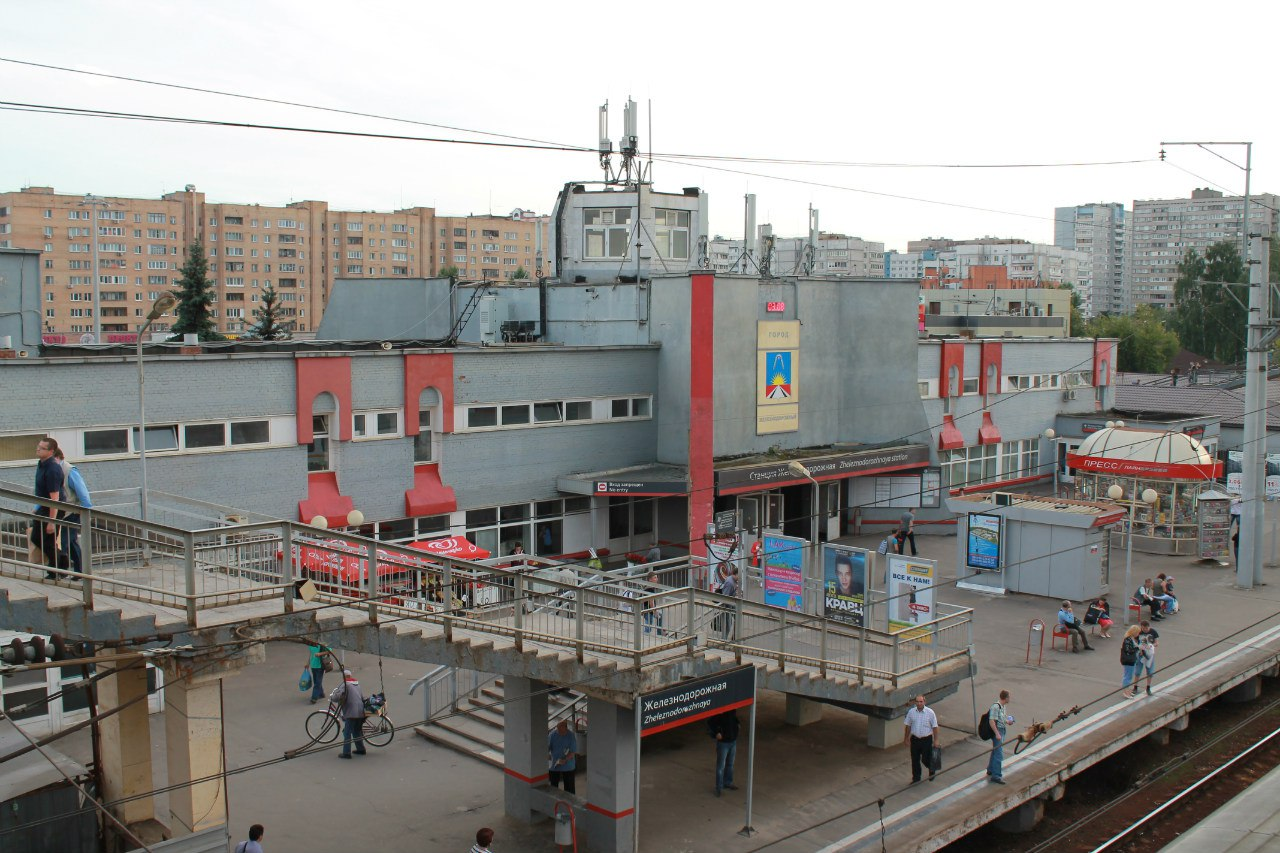
Вид на вокзал (до реконструкции) со стороны путей, 2015 г.

В 2017 году появилась информация о планах строительства линий Московских центральных диаметров: предполагалось построить 7 линий МЦД, где Железнодорожная должна была войти в состав МЦД-7 «Одинцово — Железнодорожная». Однако уже в 2018 году проект был изменён: Железнодорожная вошла в состав МЦД-4 «Апрелевка — Железнодорожная».
В августе 2019 года между платформой Карачарово (впоследствии — Нижегородская) и Железнодорожной был введён в эксплуатацию четвёртый путь. В 2020 году все имевшиеся на тот момент на станции 4 платформы прошли реконструкцию.
В ноябре 2021 года станция была переведена на микропроцессорную систему управления движением (МПЦ), что позволило повысить эффективность управления движением на станции и участке Реутов — Железнодорожная.
В феврале 2022 года было анонсировано, а в июне того же года — объявлено о начале масштабной реконструкции станции, начиная со 2 июля, для подготовки к включению в состав МЦД-4. В рамках данной реконструкции каменное здание вокзала, построенное в 1985 году, было снесено, были демонтированы часть платформ и бетонный пешеходный мост, а вместо них возведены временный пешеходный мост и турникетные павильоны. В октябре 2022 года на месте бывшего вокзала началось возведение конкорса. На время реконструкции одна из платформ использовалась только для остановки экспрессов и транзитных поездов, следующих в сторону области.

В мае 2023 года появилась информация о том, что первый этап реконструкции станции будет осуществлён в августе того же года, а полностью реконструкция завершится в 2025 году. 

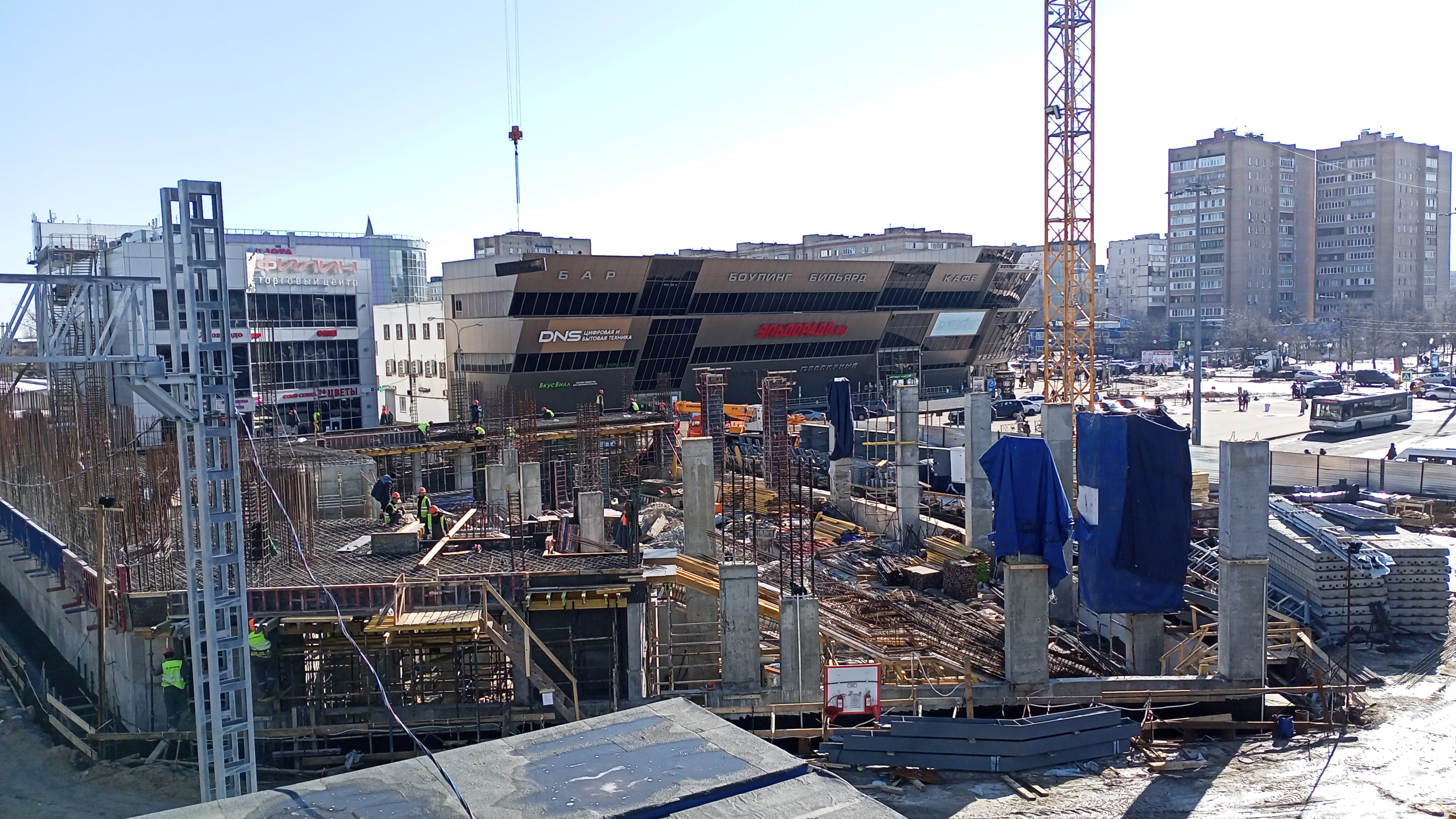
Вид на строящийся конкорс, март 2023 г.
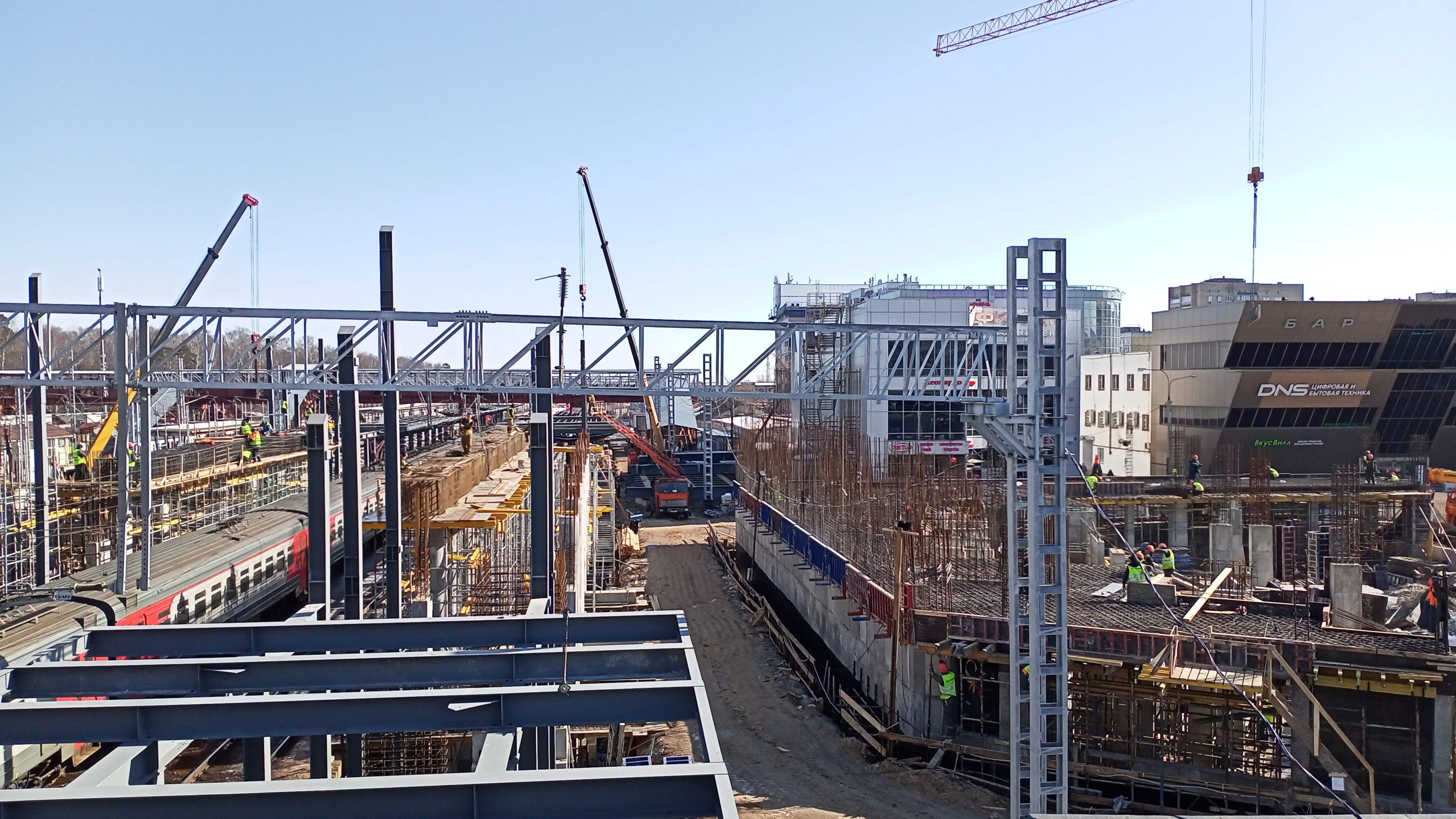
Вид на строящийся конкорс и платформы, март 2023 г.
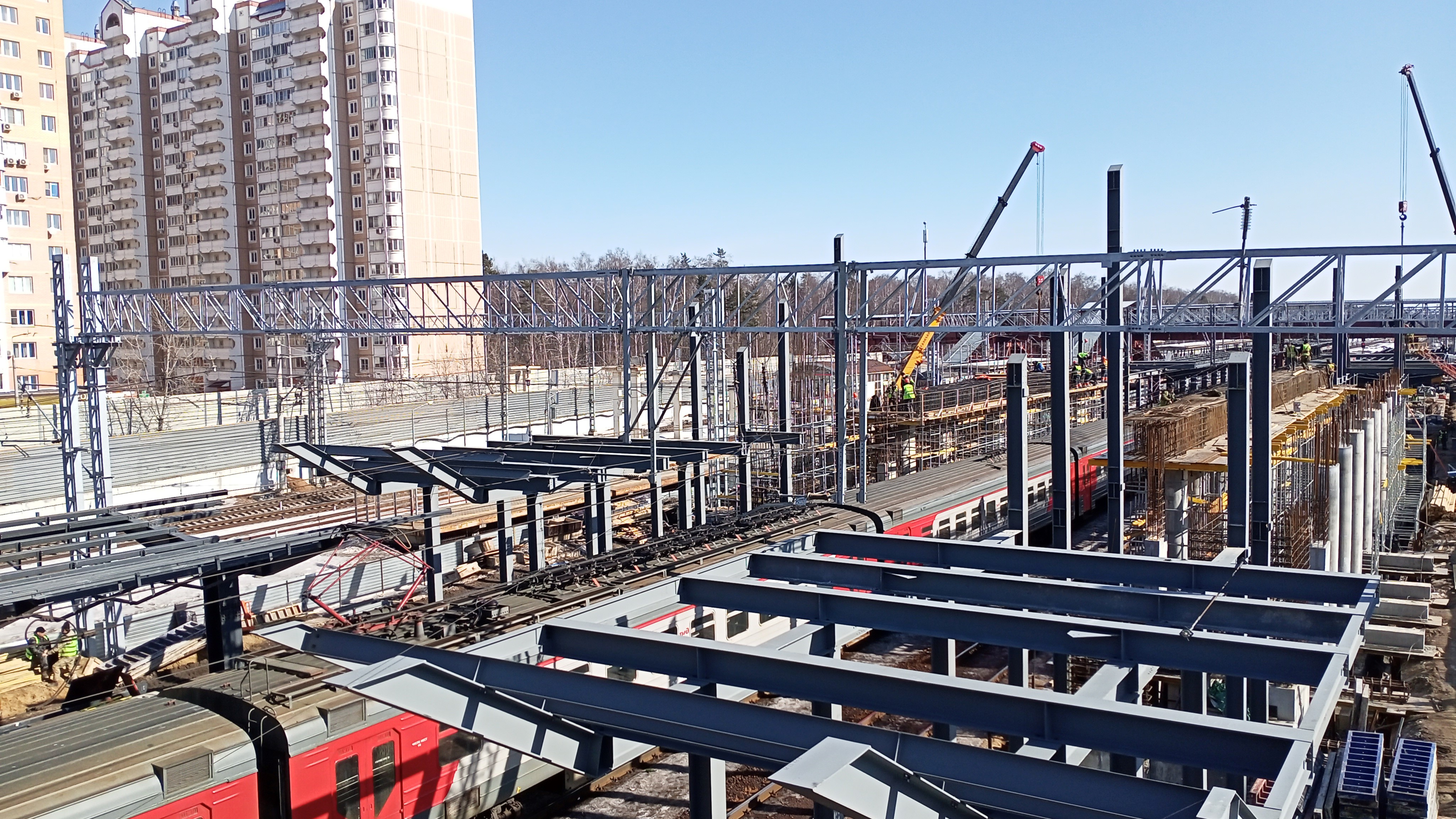
Вид на строящиеся платформы и выходы на них, март 2023 г.
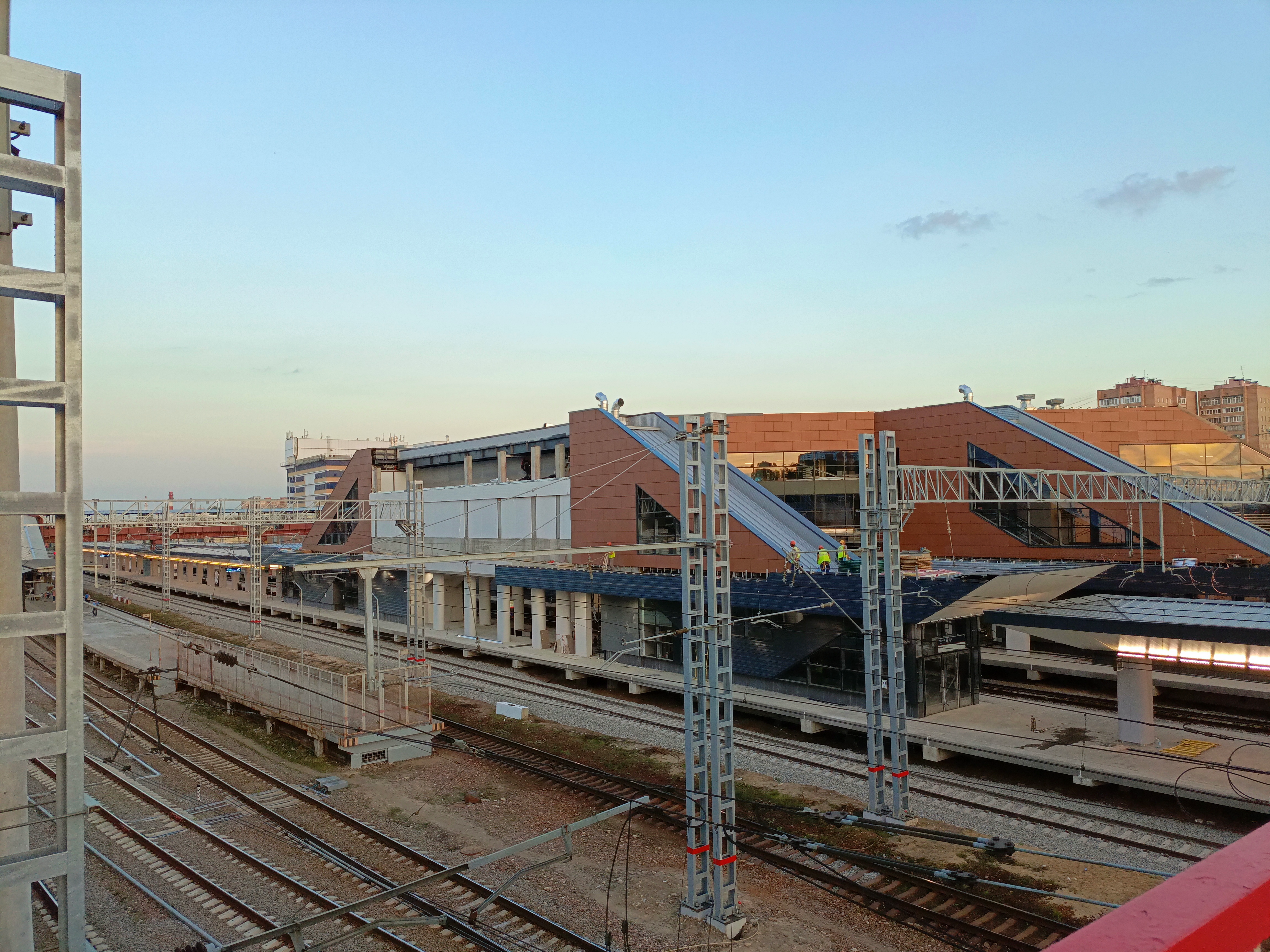
Вид на вокзал и платформы, сентябрь 2023 г.

9 сентября 2023 года в рамках официального запуска МЦД-4 для пассажиров был открыт южный вестибюль конкорса и две новые платформы.
29 сентября 2023 года глава Балашихи Сергей Юров сообщил, что в рамках второго этапа реконструкции, который должен быть окончен в начале 2025 года, будет проведено обновление 3-й и 4-й платформ и завершение строительства моста-конкорса. С октября 2023 года производится демонтаж старых конструкций — платформ и моста.

## Описание станции

### Общая информация
Входит в Московско-Курский центр организации работы железнодорожных станций ДЦС-1 Московской дирекции управления движением. В рамках коммерческих операций на станции осуществляется приём и выдача повагонных отправок грузов, допускаемых к хранению на открытых площадках станций, приём и выдача на подъездных путях и местах необщего пользования грузов повагонными отправками и обслуживание пассажиров. Станция прикреплена к Мамонтовскому (ранее — к Реутовскому) таможенному посту.

### Расположение
Располагается на северной окраине микрорайона Железнодорожный города Балашихи. С южной стороны к станции примыкает автовокзал, на котором можно осуществить пересадку на городские и пригородные маршруты общественного автотранспорта.

### Инфраструктура
Вокзальное здание представляет собой самый большой в Московской области конкорс, площадью 5,2 тысяч квадратных метров, оборудованный 15 эскалаторами и 7 лифтами. В здании вокзала располагается инсталляция — макет паровоза Черепановых.
На станции четыре высокие платформы, оборудованные навесами, и соединённые с южным вестибюлем пешеходным мостом, а также мост для прохода через пути без захода на платформы.
Станция оборудована турникетами.

### Депо
У восточной горловины станции размещено моторвагонное депо «Железнодорожная» ТЧ-4.

## Пассажирское движение
По состоянию на 2021 год станция являлась одной из самых загруженных в Московской области: по разным данным пассажиропоток составил от 32 до 60 тысяч человек ежедневно. В июне 2023 года в ходе выездного заседания председатель Мособлдумы Игорь Брынцалов заявил, что станция занимает третье место в России по пассажиропотоку.

### Пригородные поезда
Станция является конечной для поездов МЦД-4, следующих по маршруту Апрелевка — Железнодорожная. Также на станции останавливаются все пригородные электропоезда, следующие транзитом.

### Междугородные поезда
На станции останавливаются фирменные экспрессы Москва — Владимир и «Ласточки», следующие по маршруту Москва — Нижний Новгород (и обратно).

## Станция в искусстве
- На станции Обираловка Анна Каренина, героиня одноименного романа Л. Н. Толстого, бросилась под поезд.
- Станция Железнодорожная упоминается в поэме-прозе Венедикта Ерофеева «Москва — Петушки» (часть 2, главы «Кучино — Железнодорожная» и «Железнодорожная — Чёрное»).
- Станция использовалась в качестве натурных декораций для съёмок в сериале «Знахарь 2. Охота без правил» под названием Нижнеглебск[41].